# Nymphidium azanoides
Nymphidium azanoides är en fjärilsart som beskrevs av Butler 1867. Nymphidium azanoides ingår i släktet Nymphidium och familjen Riodinidae. Inga underarter finns listade i Catalogue of Life.